# Efecte Ferranti
L'efecte Ferranti designa l'aparició d'una sobretensió al llarg d'una llarga línia d'alta tensió elèctrica alimentada en una punta i sense càrrega a l'altra punta. El nom ve del seu descobridor, Sebastian Ziani de Ferranti.

## Expressió matemàtica i ordre de magnitud
Sense tenir en compte les pèrdues, aquest sobretensió és donada per :
{\displaystyle {\frac {Us}{Ue}}={\frac {1}{cos({\sqrt {LC}}\omega )}}}
Per longituds curtes de línia (alguns centenars de km a 50 Hz), es pot aproximar per :
{\displaystyle {\frac {Us}{Ue}}={\frac {1}{1-{\frac {LC\omega ^{2}}{2}}}}}
Sent L  la inductància total de la línia, C  la seva capacitància total, Us i Ue les tensions en l'extremitat oberta i a l'entrada de la línia i {\displaystyle \omega } la pulsació de la tensió d'entrada, és a dir 2 vegades la freqüència f.
Aquest factor és de l'ordre d'1,05 per a 300 km de línia i d'1,16 per a 500 km de línia.
Aquest fenomen pot semblar paradoxal: les línies d'alta tensió elèctriques són habitualment conegudes per a la seva «caiguda de tensió» quan són recorregudes per un corrent elèctric - però quan no són recorregudes per cap corrent, el fenomen és invertit : l'extremitat oberta de la línia és a un potencial elèctric més elevat que la connectada a la xarxa.
Aquest fenomen és potencialment molt destructor per als equips de les xarxes. S'utilitzen reactàncies shunt per prevenir-ho.

## Cas de la línia quart d'ona
Reprenent l'expressió més amunt, es veu que Us/Ue pot prendre un valor infinit si {\displaystyle \omega ={\frac {\pi }{2{\sqrt {LC}}}}} o inclús {\displaystyle f={\frac {1}{4{\sqrt {LC}}}}}
Sent L la inductància per quilòmetre de la línia, C la seva capacitància per quilòmetre de la línia, i l la seva longitud, es veu que Us/Ue és infinit si {\displaystyle l={\frac {1}{4f{\sqrt {L'C'}}}}}.
També es pot escriure que {\displaystyle {\frac {1}{f{\sqrt {L'C'}}}}} correspon a la longitud d'onda de la propagació de l'ona elèctrica a la freqüència f. S'obté doncs que l'efecte Ferranti és infinit si la longitud de la línia és el quart de la longitud d'onda a la freqüència donada, d'on l'expressió de línia quart d'ona.
Una aplicació digital suposa que {\displaystyle {\frac {1}{\sqrt {L'C'}}}=c=300,000{\text{ km}}/{\text{s}}} ens mostra que una línia la longitud de la qual fos de 1500 km tindria un efecte Ferranti infinit a 50 Hz. A la pràctica tal fenomen és fortament atenuat per les pèrdues. Per això, una línia de tal longitud necessita la utilització de reactàncies shunt per limitar les sobretensions a un nivell raonable, normalment Us/Ue <1.05